# Čabeličtí ze Soutic
Čabeličtí ze Soutic byli český šlechtický rod. Měli titul svobodných pánů a hrabat.

## Historie
Rod je poprvé zmíněn ve 14. století jako vladycký. Jejich původ je doložen v Souticích na Vlašimsku a později Čabelicích v blízkosti Zruče nad Sázavou. Později se rod rozšířil i na Čáslavsko a Písecko. Rod vladyků ze Soutic se rozštěpil na dvě hlavní větve: Čabelickou a Janovskou ze Soutic. Od posledně jmenovaných pocházeli Janovští ze Soutic.
Mezi zakladatele rodu Čabelických ze Soutic patří Hroch ze Soutic, který k soutickému panství připojil vsi Petrovice a Všebořice. Hroch měl bratry Zděnka a Jošta. Od Zdeňka a Hrocha Čábelického pocházejí dvě větve pánů ze Soutic, Janovických a Čábelických. Mezi první významné členy rodu patřil rytíř Jan Čabelický ze Soutic, syn Hrocha ze Soutic, mezi další významné členy rodu patřil Václav Čabelický ze Soutic († 1648) a Václav Karel Čabelický ze Soutic († 1687). Koncem 16. století rod Čabelických postupně rozprodal panství. V roce 1687 tento rod získal hraběcí titul. Okolo roku 1750 rod hrabat Čábelických ze Soutic vymřel. Jan František Čabelický ze Soutic je posledním známým členem rodu. 
Rytíř Jan Čabelický ze Soutic se snažil po skončení husitských válek znovu upevnit mír v českém království. Od mládí byl přítelem Hynka Ptáčka z Lipé a z Pirkšteina, pána z Ratají. Zastával funkci nejvyššího mincmistra v Kutné Hoře. V Ratajích vykonával po smrti Hynka Ptáčka z Pirkštejna správu na základě jeho ustanovení. Díky neopatrnosti čeledě a i jeho městečko 28. srpna 1447 vyhořelo.
Majetek Jana Čabelického ze Soutic přešel po jeho smrti na Jana Čabelického ze Soutic mladšího. V roce 1461 mu král Jiří z Poděbrad zastavil Jindice, které rod Čabelických vlastnil až do roku 1589. Získal od krále také několik dalších okolních vesnic, která byly před husitskými bouřemi církevním majetkem a to obec Čížov, Štíhlice a části pozemků v Černém Blátě (dnes patrně součást Vlašimi), Chabeřice, Vranice a Tlučeň, Podveky a Soutice.. Získal též Týn nad Vltavou, kde v listopadu 1513 zemřel.
Po Janu Čabelickém ze Soutic mladším následoval jeho syn Prokop Čabelický ze Soutic a Johanka Čabelická z Úšavy a její syn Prokop II. Čabelický ze Soutic. Ke konci 16. století byly Čabelice, Čižov, Chabeřice a Vranice v majetku Kácova.

## Osobnosti

### Prokop Čabelický ze Soutic
Prokop Čabelický ze Soutic byl zástavním držitelem vltavotýnského panství. Zemřel 30. března 1600. S manželkou Kristinou z Čejkova měl dva syny. Syn Jan zemřel v roce 1598 násilnou smrtí v Soběslavi. Syn Ferdinand byl posledním zástavním držitelem vltavotýnského panství. V roce 1602 zemřel násilnou smrtí ve svém dvoře v Branovicích – byl ubit cepem, údajně (dle rodové kroniky) na přání jeho manželky Bohunky Novohradské z Kolovrat a její matky, tj. jeho tchyně.

### Kryštof Čabelický ze Soutic
Syn Karla Čabelického Kryštof Čabelický ze Soutic sezením v Žimuticích byl za třicetileté války plukovníkem švédské armády a působil v Čechách po vpádu Švédů a Sasů roku 1631. Na jaře 1632 byl zajat a krátce nato v Českých Budějovicích popraven za to, že organizoval selské povstání proti císaři.

### Václav Čabelický ze Soutic
Václav Čabelický ze Soutic spolu se svým bratrem Vratislavem získal za věrnost titul svobodný pán a povýšil tím původně rytířský rod Čabelických do panského stavu. Účastnil se třicetileté války na straně císaře a dosáhl hodnosti generála plukovníka (generál lajtnant). Při obléhání Jihlavy byl zajat.
Účastnil se obrany Prahy před švédskými vojsky, která již vyplenila Hradčany a Malou Stranu. Koncem října 1648 se švédské vojsko pokusilo o rozhodný útok. 24. října již byla podepsána mírová dohoda, zpráva o ní však ještě k švédskému vojsku nedorazila. Generál lajtnant Václav Čabelický ze Soutic zastával jedno z vedoucích míst mezi obránci.
V noci 25. října 1648 pronikli Švédové zákopem do prostoru mezi hradebními a zahradními zdmi a zahájili útok. I když do něj vrhli všechny síly, nepodařilo se jim proniknout dále do města. Zvlášť měli namířeno na sýpku u Horské brány obsazenou studenty a v zákopech, vpředu s pěchotou a dragouny. O odpor těchto oddílů se roztříštily všechny tři pokusy Švédů, kteří nakonec ustoupili. V rozhořčeném boji trvajícím až do dvou hodin odpoledne ztratil nepřítel na 800 mrtvých a raněných. Císařských bylo zabito na třicet, raněno asi padesát
Na straně obránců utrpěl těžké poranění pan Václav Čabelický ze Soutic, který měl původně hájit Podskalí. Dobrovolně přiběhl s některými svými na pomoc k Horské bráně. Skonal po krutých bolestech až 31. října, když mu poslední útěchu poskytl jezuita Bohuslav Balbín, tehdy šestadvacetiletý scholastik klementinské koleje. 12. listopadu byl Václav Čabelický ze Soutic slavně pochován v chrámu Matky Boží před Týnem, kde byl umístěn jeho náhrobek.
Jan Norbert Zatočil z Levenburku, soudobý kronikář, uvádí, že Čabelický se stal obětí myslivce z konopišťského panství Zdeňka Nováka, vynikajícího střelce, kterého s sebou přivedl generál a hrabě Wittenberg z tažení na Tábor. Zdeněk Novák měl být potrestán za dvojnásobnou vraždu ze žárlivosti spáchanou v den svatby v benešovském kostele. Vyhnul se trestu tím, že když byl veden na popraviště na vrch Šiberně u Benešova, nabídl přesunujícím se Švédům své služby. Zdeněk Novák si vyhotovil ze silných prken (fošen) vysokou úzkou věž na válcích, kterou posunoval i při nejprudší střelbě až k hradbám. Nejprve ji měl umístěnou u Koňské brány, později u Horské. Ve věži měl zhotovený otvor a odtud z pušky střílel na Pražany. Každá jeho rána byla smrtonosná, kdežto on byl ukryt a v bezpečí. Teprve když postřílel řadu lidí, odvážili se dva vojáci a lstí za odměnu deset dukátů jeden z nich a nebezpečného odstřelovače zlikvidoval.  

### Alžběta Kateřina Čabelická ze Soutic roz. Věžníkova
Roku 1713 odkázala jako manželka hejtmana pluku Kaiserstein své dědictví činící 3345 zlatých milostnému obrazu Panny Marie Karlovské v kostele Nanebevzetí Panny Marie a sv. Karla Velikého v Praze na Karlově. Na obraze namalovaném Janem Jiřím Heinschem je znázorněna těhotná Panna Marie jako ochránkyně těhotných žen. Originál tohoto obrazu byl později přenesen do nedalekého kostela svatého Apolináře, protože kostel Panny Marie a sv. Karla Velikého na Karlově byl v důsledku josefínských reforem uzavřen.

## Erb
Erb rodu je poprvé doložen pečetěmi z první poloviny 15. století. Erb obsahuje orlí spár s křídlem. Štít je barvy stříbrné, křídlo je černé a spár zlatý, po povýšení do panského stavu v roce 1626 a do hraběcího stavu roku 1682 se barva štítu změnila ze stříbrné na červenou. Janovští ze Soutic měli tento znak ve štítu zlaté barvy.